# 1912年至1913年英格蘭足總盃

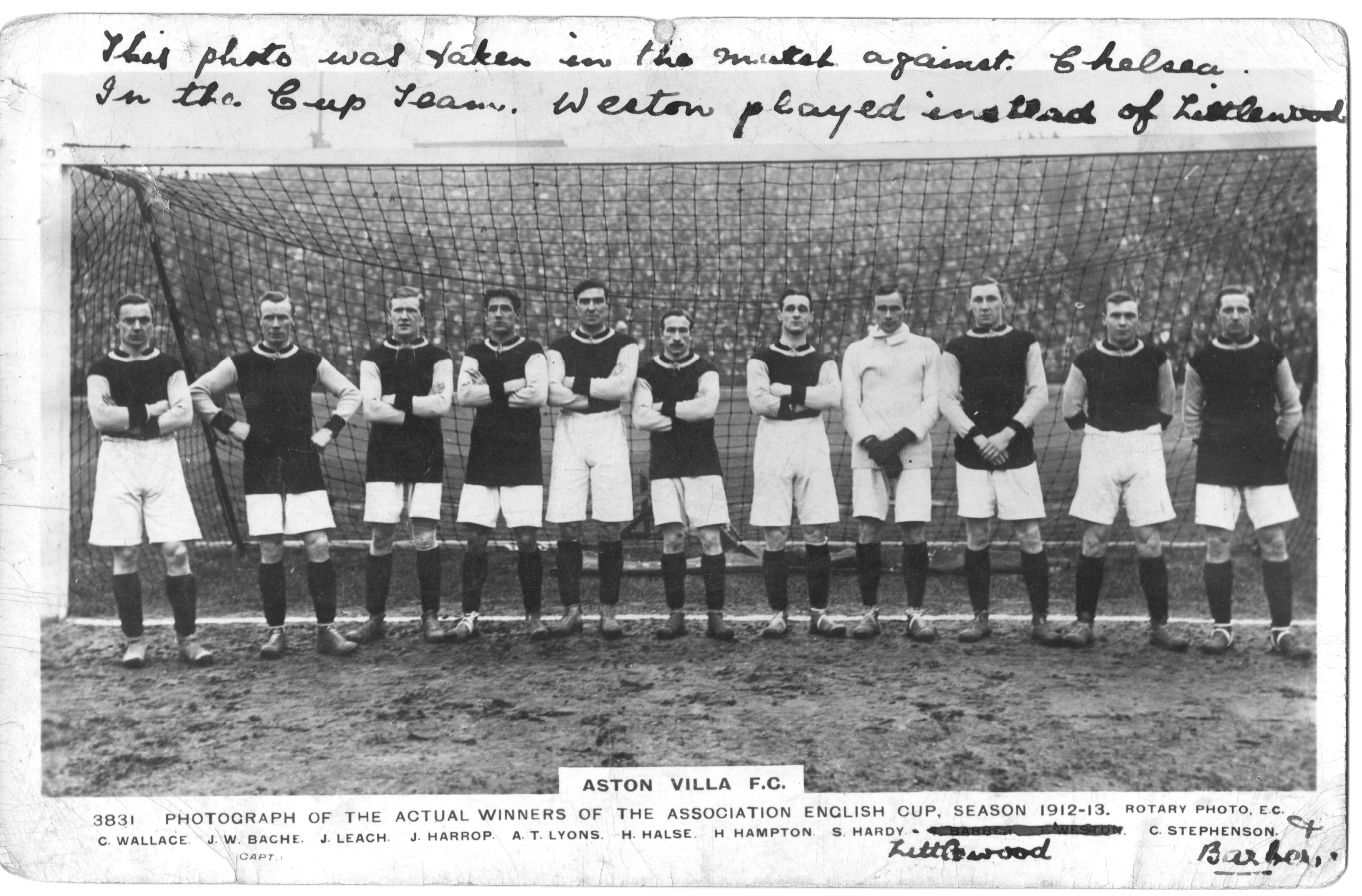
1912/13球季英格蘭足總盃冠軍隊伍。

1912/13球季英格蘭足總盃（英語：FA Cup），是第42屆英格蘭足總盃，今屆賽事的冠軍是阿士東維拉，他們在決賽以1:0擊敗新特蘭，奪得冠軍。本屆賽事在水晶宮國家體育中心舉行。
決賽的入場人數超過12萬，刷新了入場人數紀錄。

## 外部連結
1. 英格蘭足總盃官網Archive-It的存檔，存档日期2012-04-24
2. 英格蘭足總盃 歷屆冠軍（页面存档备份，存于）